# Malcolm Muggeridge

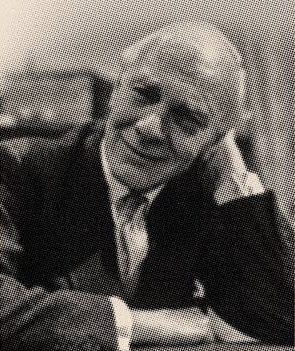
Malcolm Muggeridge

Thomas Malcolm Muggeridge (Sanderstead, 24 maart 1903 – Robertsbridge, 14 november 1990) was een Engelse journalist, schrijver, mediapersoonlijkheid en satiricus. Tijdens de Tweede Wereldoorlog was hij soldaat en spion. Een van zijn eerste jobs was als gids in Brugge. Tijdens dat verblijf in België leerde hij zijn vrouw Kitty kennen. Hij kwam uit een links georiënteerd gezin, maar op latere leeftijd werd hij katholiek. Het was zijn boek over Moeder Teresa dat haar bekendheid bracht in het Westen.
- Bibsys: 90134776
- Biblioteca Nacional de España: XX1042438
- Bibliothèque nationale de France: cb11917168n (data)
- Catàleg d'autoritats de noms i títols de Catalunya: 981058511501706706
- CiNii: DA03769016
- Gemeinsame Normdatei: 118735152
- International Standard Name Identifier: 0000 0001 1023 364X
- Library of Congress Control Number: n79039580
- Bibliotheek van het Japanse parlement: 00450739
- Nationale Bibliotheek van Tsjechië: xx0027116
- Nationale bibliotheek van Australië: 35367046
- Nationale Bibliotheek van Israël: 987007299427105171
- Nationale en Universitaire bibliotheek Zagreb: 000180364
- Nederlandse Thesaurus van Auteursnamen: 068436904
- Réseau des bibliothèques de Suisse occidentale: 02-A003617013
- Istituto Centrale per il Catalogo Unico: CFIV090804
- SNAC: w6t72xmp
- Système universitaire de documentation: 027041964
- Trove: 927469
- Union List of Artist Names: 500291862
- Virtual International Authority File: 29538363
- WorldCat: E39PBJyh9r6JTGhwJP3h3k6Yfq